# Drosophila pseudoobscura
Drosophila pseudoobscura là một loài ruồi trái cây, được sử dụng rộng rãi trong nghiên cứu sự hình thành loài.
Năm 2005, D. pseudoobscura là loài Drosophila thứ nhì có bộ gen được sắp xếp theo trình tự, sau mẫu Drosophila melanogaster.
Diane Dodd was able to show allopatric speciation by reproductive isolation in D. pseudoobscura chỉ sau 8 thế hệ bằng cách sử dụng các loại thức ăn khác nhau, starch and maltose. Thí nghiệm của Dodd đã dễ dàng cho nhiều người khác tái tạo bản sao, bao gồm nhiều loại thức ăn và ruồi trái cây khác nhau.

## Hình ảnh